# Jorge Estuardo Moreno Alfaro
Jorge Estuardo Moreno Alfaro (Chiantla, Huehuetenango, 27 de diciembre de 2004) es un futbolista guatemalteco. Juega de guardameta y su equipo actual es el Comunicaciones FC de la Liga Nacional de Fútbol de Guatemala

## Trayectoria
Inicios: Moreno comenzó su carrera en las categorías juveniles del Club Deportivo Chiantla, participando en la Sub-15 entre 2019 y 2020.
Comunicaciones FC: En 2020, se unió a las fuerzas básicas de Comunicaciones, avanzando hasta el primer equipo en 2023. Debutó en la Liga Nacional el 21 de abril de 2024 contra el Deportivo Achuapa. 
Deportivo Xinabajul: En julio de 2024, fue cedido al Deportivo Xinabajul. Debutó el 23 de septiembre de 2024 en un empate 1-1 frente al Deportivo Achuapa.

## Debut con Comunicaciones en la Liga Nacional de Guatemala
El 21 de abril del 2024, Jorge Moreno obtuvo la confianza de Willy Olivera para el cierre de la fase de clasificación ante el cuadro de Achuapa. Moreno logró debutar pero no como esperaba. Ya que el partido terminó 1 - 3 a favor del equipo Cebollero.

## Debut con Xinabajul-Huehue
El 23 de septiembre de 2024, Moreno obtuvo la confianza del Director Técnico de Xinabajul-Huehue Pablo Centrone para la jornada 8 del Torneo Apertura 2024 ante el cuadro del Deportivo Achuapa. El partido finalizó 1-1.

## Selección nacional
Con la selección nacional ha disputado la Copa Mundial de Fútbol Sub-20 de 2023 y en fases pre-eliminatorias siendo figura atajando penales.

### Participaciones en Copas del Mundo
| Mundial                       | Sede      | Resultado      |
| ----------------------------- | --------- | -------------- |
| Copa Mundial de Fútbol sub-20 | Argentina | Fase de grupos |

## Clubes
| Club                         | País      | Año                |
| ---------------------------- | --------- | ------------------ |
| Comunicaciones Fútbol Club   | Guatemala | 2023 - 2024        |
| Deportivo Xinabajul (cedido) | Guatemala | 2024 - Actualmente |